# Ludwik III (wielki książę Hesji)
Ludwik III (ur. 9 czerwca 1806 w Darmstadt, zm. 13 czerwca 1877 w Seeheim) – wielki książę Hesji od 1848 do śmierci. Jego następcą został jego bratanek Ludwik IV.

## Życiorys
Był synem Ludwika II i jego małżonki Wilhelminy Badeńskiej, córki Karola Ludwika Badeńskiego (1755–1801) i Amalii Fryderyki Hessen-Darmstadt (1754–1832). Wraz z młodszym bratem Karolem odbył szkolenie wojskowe. Przez dwa lata studiował na Uniwersytecie w Lipsku. Od 1827 odbył szereg podróży po Francji, Anglii, Austrii, Włoszech i Belgii.
Był bardziej otwarty od ojca. W swych poglądach konserwatywny starał się realizować w sposób realny swoje dążenia od absolutyzmu. Dbał o niezależność i suwerenność swego kraju. Po wojnie z 1866 północna część Wielkiego Księstwa (Oberhessen, tzn. Górna Hesja) stała się częścią Związku Północnoniemieckiego (Norddeutscher Bund), podczas gdy druga połowa Wielkiego Księstwa, leżąca na południe od rzeki Men (Starkenburg i Hesja Reńska zwana Rheinhessen) pozostały poza tym związkiem. Takie rozwiązanie nie było po myśli Ludwika III. Mimo to kraj przez niego rządzony zachował niezależność.
W 1871 Wielkie Księstwo Hesji stało się częścią Cesarstwa Niemieckiego.
W czasach Ludwika III większość obywateli nie była zadowolona z działań rządu, choć standard życia wyraźnie wzrósł. Handel i przemysł przeszły szybką ewolucję. Zwiększyła się liczba linii kolejowych. Wielki książę wspierał rozwój kultury, zwłaszcza rozwój muzyki i teatru.

## Odznaczenia
Do roku 1866:
- Wielki Mistrz Orderu Ludwika (Wlk. Ks. Hesji)
- Wielki Mistrz Orderu Zasługi Filipa Wspaniałomyślnego (Wlk. Ks. Hesji)
- Krzyż Wielki Orderu Lwa Złotego, Wielki Mistrz od 1875 (Wlk. Ks. Hesji)
- Odznaka Honorowa za 25 lat Służby Wojskowej (Wlk. Ks. Hesji)
- Order Świętego Huberta (Królestwo Bawarii)
- Krzyż Wielki Orderu Wierności (Wlk. Ks. Badenii)
- Krzyż Wielki Orderu Lwa Zeryngeńskiego (Wlk. Ks. Badenii)
- Krzyż Wielki Orderu Legii Honorowej (Królestwo Francji)
- Krzyż Wielki Orderu Zbawiciela (Królestwo Grecji)
- Krzyż Wielki Orderu Sokoła Białego (Wlk. Ks. Saksonii)
- Order Świętego Jerzego (Królestwo Hanoweru)
- Krzyż Wielki Orderu Gwelfów (Królestwo Hanoweru)
- Krzyż Wielki Orderu Zasługi (Wlk. Ks. Oldenburga)
- Order Orła Czarnego (Królestwo Prus)
- Order Orła Czerwonego I klasy (Królestwo Prus)
- Order Świętego Aleksandra Newskiego (Imperium Rosyjskie)
- Order Orła Białego (Imperium Rosyjskie)
- Order Świętej Anny I klasy (Imperium Rosyjskie)
- Order Korony Rucianej (Królestwo Saksonii)
- Krzyż Wielki Orderu Świętego Stefana (Austro-Węgry)

## Rodzina
26 grudnia 1833 poślubił w Monachium księżnę Matyldę Bawarską, starszą siostrę Ludwika I Bawarskiego. Małżeństwo pozostało bezdzietne, a w 1868 wielki książę ożenił się powtórnie z Magdaleną Appel. Magdalena Appel, balerina i aktorka, nie pochodziła z arystokratycznej rodziny. Małżeństwo było morganatyczne. Magdalena otrzymała tytuł baronessy von Hochstadten. Z drugą żoną Ludwik III żył na uboczu, na zamku Braunshardt. Wielki książę nie miał dzieci. Jego następcą został bratanek Ludwik, przyszły Ludwik IV.